# Jützenbach
Jützenbach is een dorp en voormalige gemeente in de Duitse deelstaat Thüringen, en maakt deel uit van het landkreis Eichsfeld. Op 1 december 2011 ging de voormalige gemeente op in de nieuwe landgemeente Sonnenstein.